# Astragalus longipetalus
Astragalus longipetalus är en ärtväxtart som beskrevs av Arthur Oliver Chater. Astragalus longipetalus ingår i släktet vedlar, och familjen ärtväxter. Inga underarter finns listade i Catalogue of Life.